# Речкалов Григорій Андрійович
Речкалов Григорій Андрійович (рос. Речкалов Григорий Андреевич; нар. 9 лютого 1920 — пом. 22 грудня 1990) — радянський льотчик-ас, двічі Герой Радянського Союзу (1943, 1944), в роки німецько-радянської війни заступник командира 16-го гвардійського винищувального авіаційного полку (9-а гвардійська винищувальна авіаційна дивізія, 7-й винищувальний авіаційний корпус, 5-а повітряна армія, 2-й Український фронт). Генерал-майор авіації (1957)

## Біографія
Народився 9 лютого 1920 року в селі Худяково (нині – в межах селища Зайково Ірбитського району Свердловської області) в селянській родині. Закінчив 6 класів школи.
У Червоній Армії з 1938 року. У 1939 році закінчив Пермську військову авіаційну школу льотчиків. Служив в стройових частинах ВПС (в Одеському військовому окрузі), молодший льотчик.
Учасник Німецько-радянської війни: з червня 1941 року по липень 1944 рік – льотчик, командир ланки, командир авіаескадрильї, штурман – заступник командира 55-го (з березня 1942 – 16-го гвардійського ) винищувального авіаційного полку. Під час одного з повітряних боїв був тяжко поранений в голову і ногу, довгий час перебував на лікуванні в госпіталі, де переніс три операції.
До травня 1943 року зробив 194 бойових вильоти, в 54 повітряних боях збив особисто 12 літаків супротивника і 2 – у складі групи .
За мужність і героїзм, проявлені в боях, гвардії старшому лейтенанту Речкалову Григорію Андрійовичу Указом Президії Верховної Ради СРСР від 24 травня 1943 присвоєно звання Героя Радянського Союзу з врученням ордена Леніна і медалі «Золота Зірка».
До червня 1944 зробив 415 бойових вильотів, брав участь у 112 повітряних боях, збив особисто 48 літаків супротивника і 6 – у складі групи.
За нові бойові подвиги гвардії капітан Речкалов Григорій Андрійович Указом Президії Верховної Ради СРСР від 1 липня 1944 нагороджений другою медаллю «Золота Зірка».
З липня 1944 по березень 1945 – командир 16-го гвардійського винищувального авіаційного полку, з березня 1945 року – льотчик-інспектор з техніки пілотування 9-ї гвардійської винищувальної авіаційної дивізії.
Воював на Південному, Північно-Кавказькому, 1-му, 2-му і 4-му Українському фронтах. Брав участь в оборонних боях на півдні України, обороні Північного Кавказу, звільнення Кубані, Донбасу, Криму, Білорусі та Польщі, в Берлінській операції. Всього за час війни здійснив понад 450 бойових вильотів на винищувачах І-153 «Чайка», І-16, Як-1 і P-39 «Аерокобра», брав участь в 122 повітряних боях, в яких збив особисто 61 і у складі групи 4 літаки противника.
Після війни продовжував службу у ВПС. З 1945 року – інспектор-льотчик з техніки пілотування 6-го гвардійського винищувального авіаційного корпусу. У 1951 році закінчив Військово-повітряну академію (Моніно). З 1951 року – заступник командира, з липня 1952 року – командир 10-ї гвардійської винищувальної авіаційної дивізії, потім командував 146-ю винищувальною авіадивізією. З 1957 року – заступник командувача винищувальною авіацією Окремої Далекосхідної армії ППО. З квітня 1959 генерал-майор авіації Г.А.Речкалов – в запасі.
Жив у Новосибірську, Москві, в останні роки життя – в місті Жуковський Московської області. Помер 22 грудня 1990. Похований у селищі Бобровський Сисертського району Свердловської області.

## Пам'ять
Бронзовий бюст Героя встановлений в селищі Зайково Ірбитського району Свердловської області. Там же відкрито меморіальний музей імені Г.А. Речкалова.